# 5250 Jas
Az 5250 Jas (ideiglenes jelöléssel 1984 QF) a Naprendszer kisbolygóövében található aszteroida. Antonín Mrkos fedezte fel 1984. augusztus 21-én.